# Le sette città d'oro
Le sette città d'oro (Seven Cities of Gold) è un film del 1955 diretto da Robert D. Webb.

## Produzione
Il film è stato girato a Guadalajara e Manzanillo, in Messico.